# Bataille d'Amman (septembre 1918)
Première Guerre mondiale
Batailles
Front du Moyen-Orient
- Afrique du Nord
- Caucase
- Perse
- Dardanelles
- Mésopotamie
- Sinaï et Palestine
- Arménie
- Ctésiphon (11-1915)
- Kut-el-Amara (12-1915)
- Romani (8-1916)
- Magdhaba (12-1916)
- Révolte arabe
- Rafa (1-1917)
- Bagdad (3-1917)
- 1re Gaza (3-1917)
- 2e Gaza (4-1917)
- Aqaba (7-1917)
- Beer-Sheva (10-1917)
- 3e Gaza (11-1917)
- Jérusalem (12-1917)
- Megiddo (9-1918)
- Damas (9-1918)
- Alep (10-1918)

Front d'Europe de l’Ouest
Front italien
Front d'Europe de l'Est
Front des Balkans
Front africain
Bataille de l'Atlantique
La « deuxième » bataille d’Amman (en anglais : Second Battle of Amman, en arabe : معركة عمان) de septembre 1918 est une opération de la Première Guerre mondiale pendant la campagne du Sinaï et de la Palestine qui oppose l'Empire britannique et ses dominions à l'Empire ottoman soutenu par l'Allemagne. Après la prise de Jérusalem en décembre 1917 et celle de Jéricho en février 1918, le général Edmund Allenby, chef de l'Egyptian Expeditionary Force britannique, ordonne plusieurs raids infructueux à l'est du  Jourdain. Allenby constitue une unité provisoire, la « Chaytor Force », commandée par le major-général néo-zélandais Edward Chaytor, pour couvrir son flanc est tandis qu'il prépare son offensive principale en Palestine centrale : la bataille de Megiddo (19-21 septembre 1918) met en déroute les forces ottomanes du groupe d'armées Yildirim tandis que la 4e armée de Mehmed Djemal Pacha, menacée sur ses arrières par la révolte arabe hachémite du Hedjaz, commence à battre en retraite et évacuer la ligne du chemin de fer du Hedjaz. La Chaytor Force attaque pour s'emparer d'Amman, couper la retraite aux Ottomans et faire sa jonction avec les Hachémites. La bataille se termine par une victoire britannique.

## Contexte

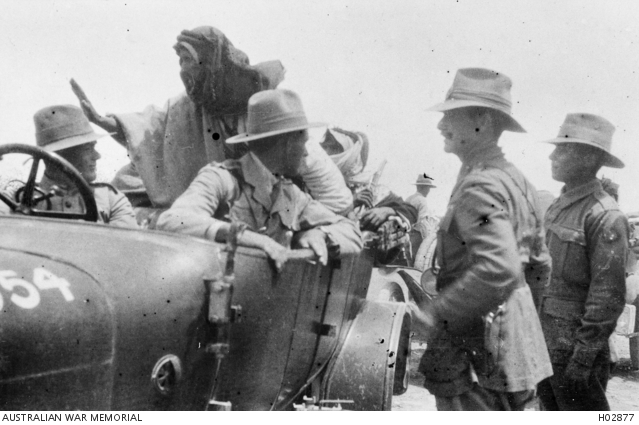
Le major-général Chaytor (debout au premier plan) avec des délégués de l'armée du royaume du Hedjaz à Jéricho le 15 avril 1918.

Après la prise de Jéricho le 21 février 1918 par le XXe corps britannique du lieutenant général Philip Chetwode, Allenby ordonne de poursuivre l'offensive vers Amman, position importante sur le chemin de fer du Hedjaz, mais les forces ottomanes (24e division d'infanterie et 3e de cavalerie) repoussent les Britanniques à l'entrée de la ville. Les Ottomans contre-attaquent vers le Jourdain et, le 11 avril 1918, ramènent les Britanniques à leurs positions de départ.
Au milieu de septembre, Allenby, ayant reçu d'importants renforts, prépare ses forces pour l'offensive principale vers Naplouse qui permettra d'envelopper les 7e et 8e armées ottomanes. Il recourt à l'intoxication : des fausses positions d'assaut, des messages radio faisant croire à des unités fantômes, tandis que la supériorité aérienne de la Royal Air Force lui permet cacher ses préparatifs aux avions d'observation ennemis. Une manœuvre de diversion doit  retenir une partie des forces ottomanes à l'est du Jourdain : le major-général Edward Chaytor, chef de la division montée du corps d'armée australien et néo-zélandais (ANZAC), reçoit le commandement d'une « Chaytor Force » composite équivalant à deux divisions.
En face, le groupe d'armées Yildirim, commandé par le général allemand Otto Liman von Sanders, n'a que 12 divisions d'infanterie et une de cavalerie, toutes très en-dessous de leur effectif réglementaire, pour tenir un front de 90 km entre la mer Méditerranée et le Jourdain. Le moral des troupes est bas et le recrutement, le ravitaillement et les communications posent des problèmes graves. Cependant, contrairement aux attentes d'Allenby, le mouvement de diversion de la Chaytor Force n'entraîne pas un déplacement significatif de forces ottomanes et allemandes vers le Jourdain, à l'exception d'un détachement austro-hongrois (de) d'artillerie lourde. En fait, le manque de ravitaillement et l'état d'épuisement des hommes et des bêtes de somme rendent très problématique n'importe quel mouvement de réserves ou de repli.

## Ordre de bataille

### Britanniques
La « Chaytor Force » comprend 11 000 hommes dont 3 000 Indiens et 500 Égyptiens :
- Division montée de l'ANZAC :
  - 1re brigade légère montée australienne ;
  - 2e brigade légère montée australienne ;
  - Brigade montée néo-zélandaise
- 20e brigade d'infanterie de l'armée de l'Inde (brigadier général E.R.B. Murray) :
  - 110e régiment d'infanterie légère marathe ;
  - Troupes du service impérial (Imperial Service Troops (en)) fournies par les États princiers d'Alwar, Patiala et Gwalior ;
- 1er et 2e bataillons du régiment des Indes occidentales britanniques formés de Noirs antillais ;
- 38e et 39e bataillons de fusiliers, formés de volontaires juifs ;
- Quatre batteries d'artillerie ;
- Un escadron de mitrailleurs ;
- Un détachement égyptien de transport chamelier (Egyptian Camel Transport Corps)[6],[7],[8].

### Ottomans
La 4e armée de Mehmed Djemal Pacha compte 6 000 fantassins, 2 000 cavaliers et 75 pièces d'artillerie, avec son quartier général à Amman :
- VIIIe corps (colonel Yassin al-Hachimi) :
  - 48e division d'infanterie
  - Division provisoire d'Amman
- Groupe du Jourdain le long du chemin de fer, entre Ma'an et Amman :
  - 24e division d'infanterie
  - 3e division de cavalerie
- IIe corps (colonel Şevket Galatalı (tr)) :
  - 62e division d'infanterie ;
  - Trois divisions provisoires ;
- Irréguliers tcherkesses[10],[11].

Amman, petite ville de moins de 5 000 habitants, est un nœud de communications important et abrite une base aérienne. 

Forces britanniques et ottomanes au Proche-Orient
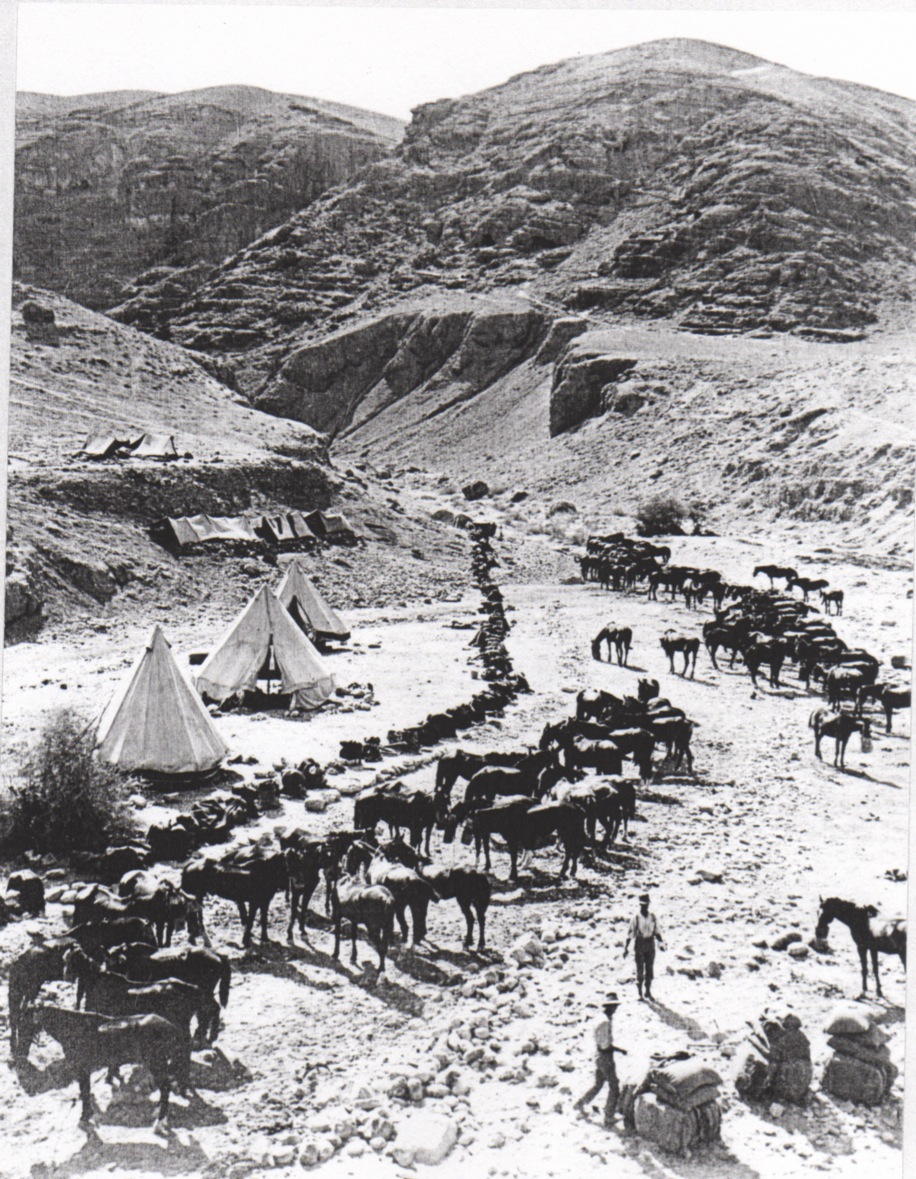
Cavaliers australiens dans la vallée du Jourdain, 22 août 1918.
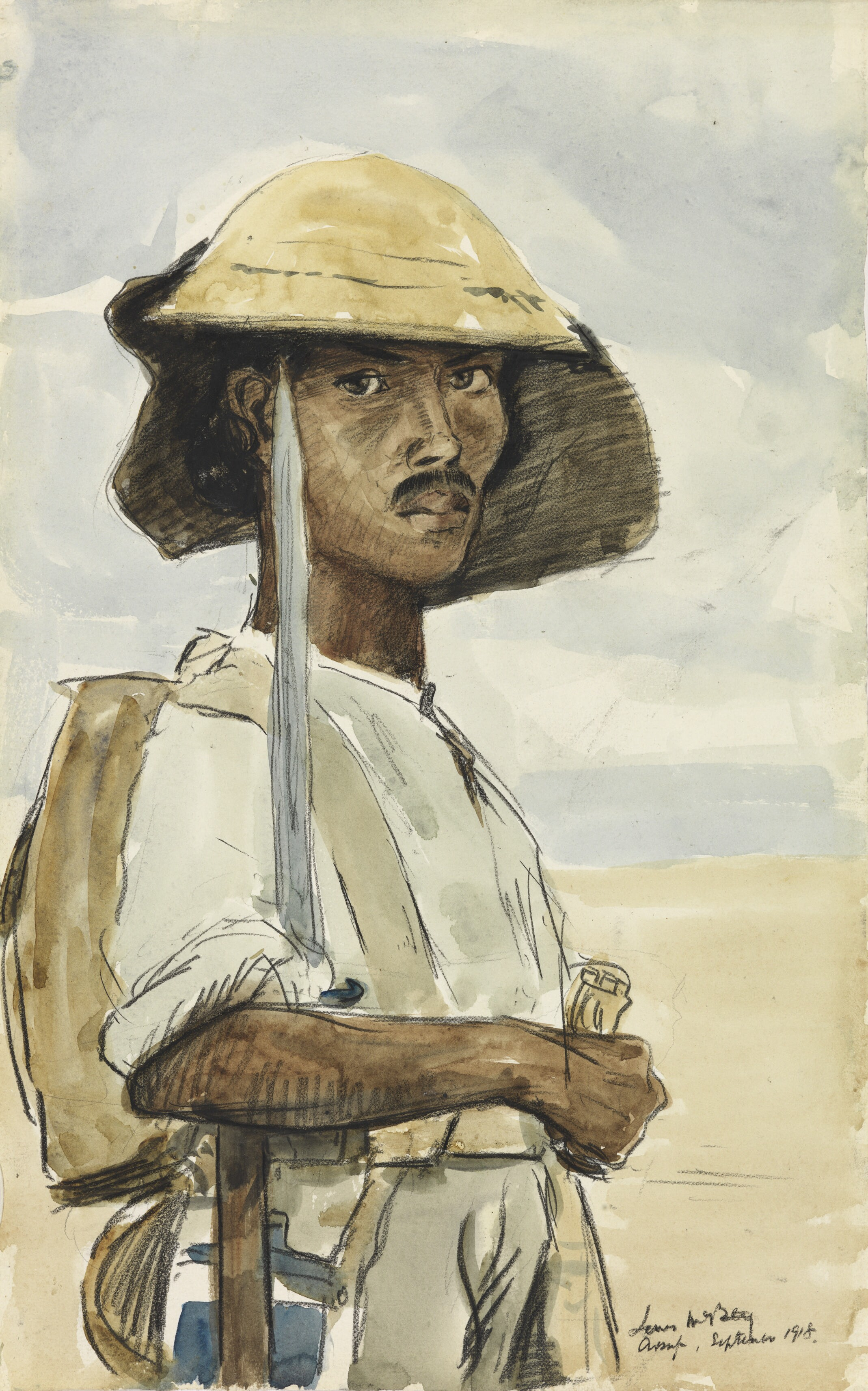
Un soldat pandjabi en Palestine, 1er septembre 1918, dessin de James McBey.
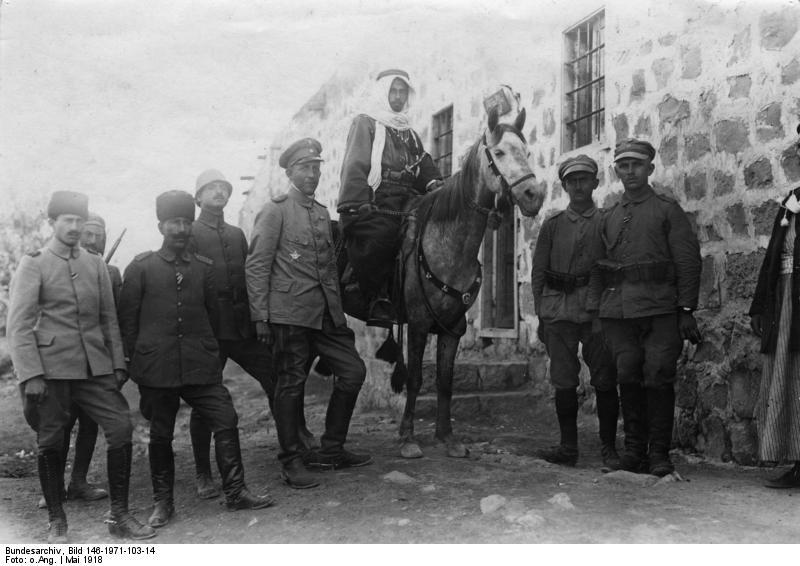
Militaires ottomans et un officier allemand accueillant un cheikh arabe allié dans la vallée du Jourdain, mai 1918.
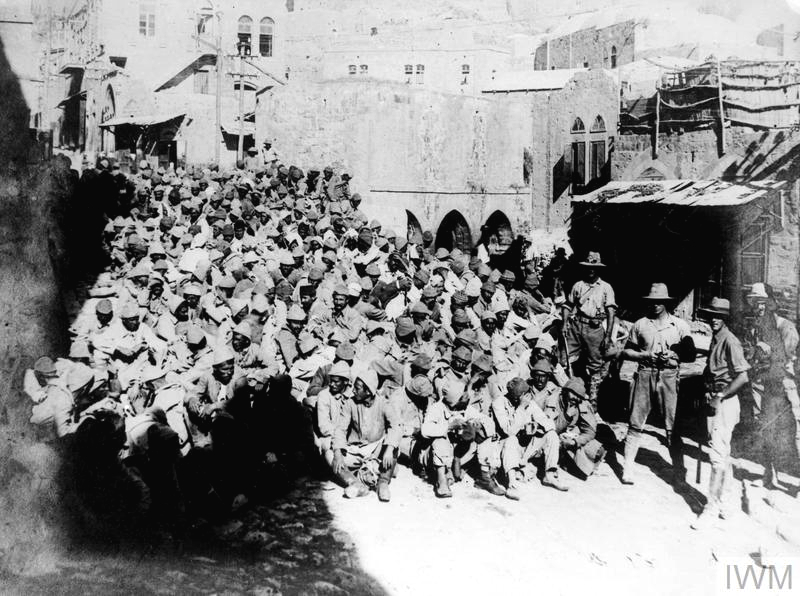
Soldats australiens et prisonniers de guerre ottomans à Salt, 1918.

## Avance vers Amman

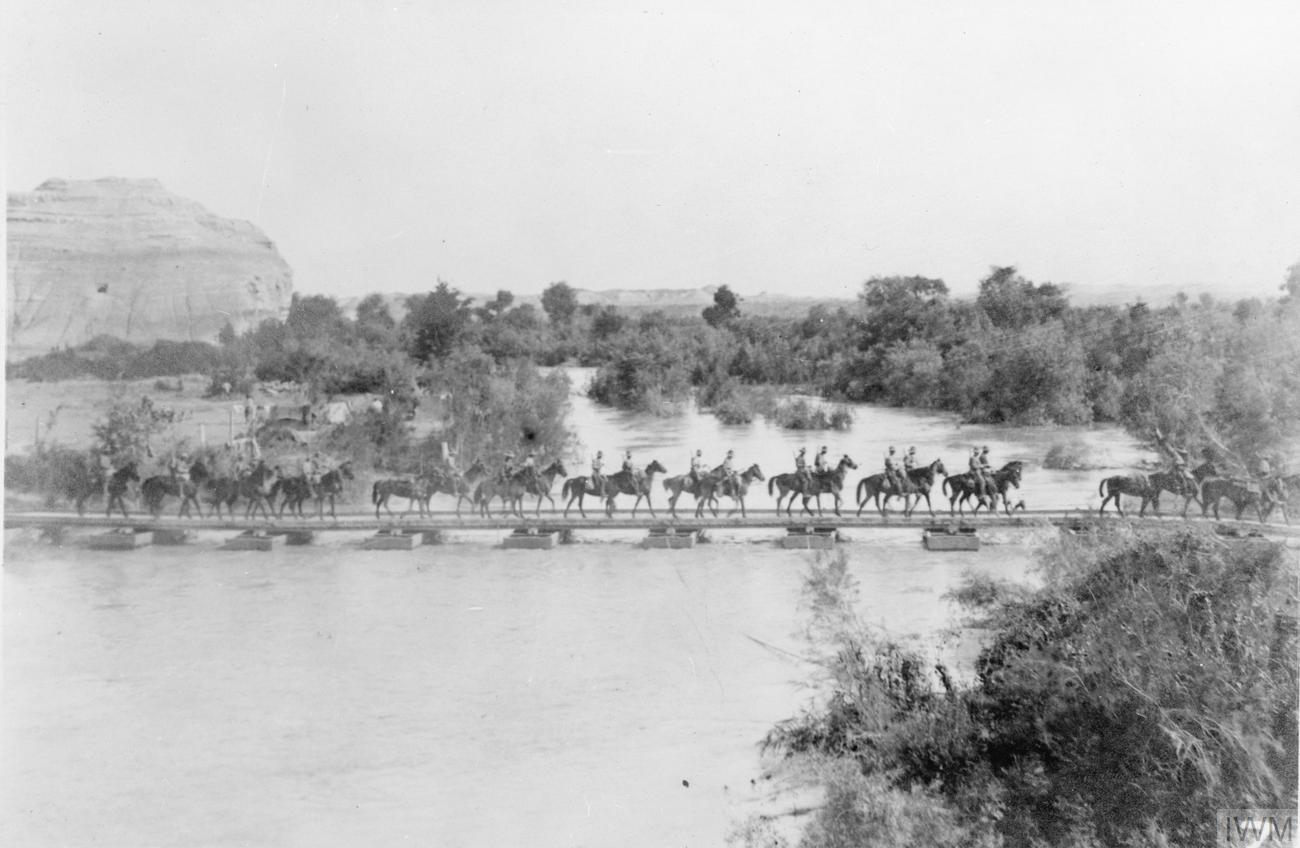
Cavaliers australiens traversant le Jourdain sur un ponton à Ghoraniye, 1er avril 1918.

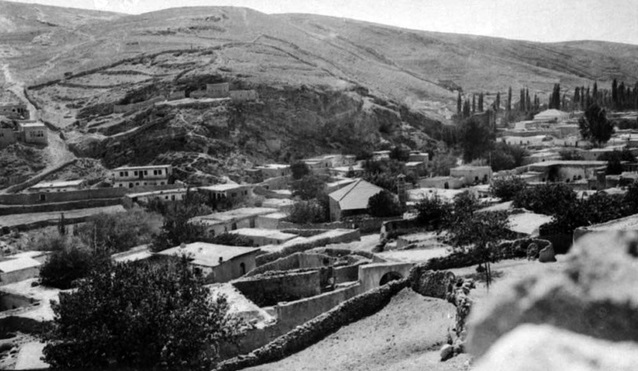
La citadelle d'Amman en 1919.

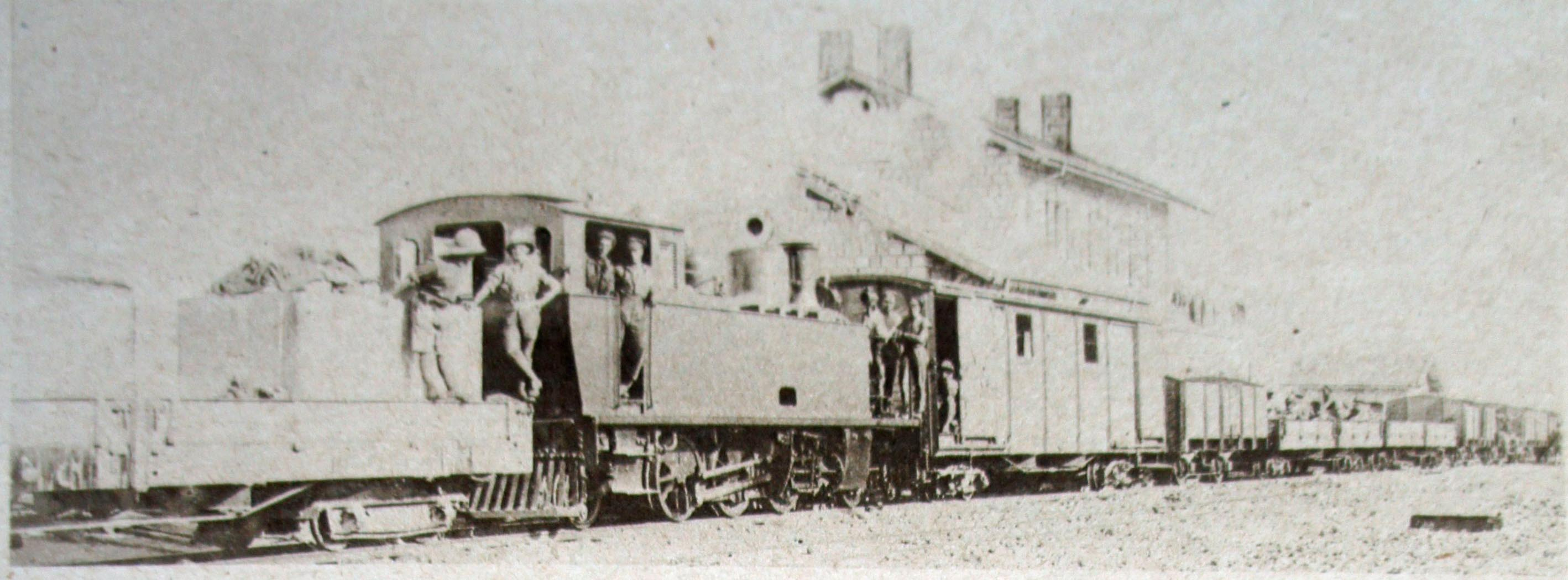
Train ottoman capturé par les Britanniques en Palestine, 1918.

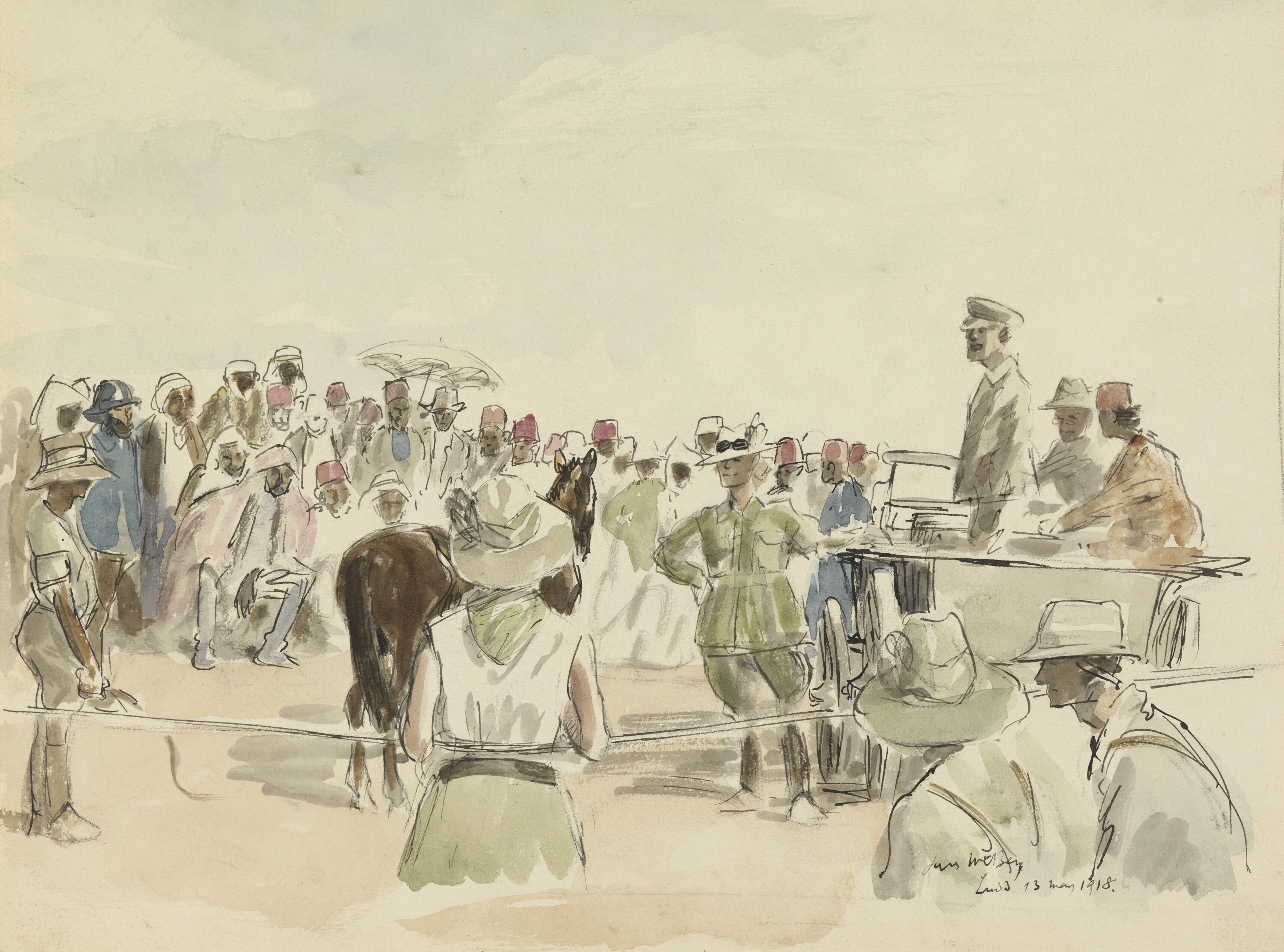
Un poney ottoman capturé par les Britanniques et vendu aux habitants, dessin de James McBey, mai 1918.

À partir du 17 septembre 1918, les soldats juifs du 18e bataillon mènent une série de reconnaissances où certains, parlant le turc, parviennent à tromper les sentinelles ennemies. La chaleur est étouffante, montant entre 38°C et 49°C, rendue humide par l'évaporation de la mer Morte, et la malaria est endémique mais les hommes comptent sur leur supériorité en tactique et en armement. Le 19 septembre, tandis qu'Allenby lance sa grande offensive vers la côte, le brigadier général néo-zélandais William Meldrum (en) dirige la première phase de l'opération sur le Jourdain : le 2e bataillon antillais, appuyé par la 19e batterie d'artillerie de montagne de Maymyo, attaque la crète de Bakr sous un feu nourri de mitrailleuses et l'emporte le matin suivant en ne perdant que 35 hommes ; le 1er bataillon, lui aussi soutenu par l'artillerie, s'empare de Grant Hill et de Baghalat. Deux soldats, un Jamaïcain et un Trinidadien, sont décorés de la Distinguished Conduct Medal pour cette action. Le 22 septembre, à Jisr ed Damiye, les Ottomans repoussent l'attaque du régiment néo-zélandais d'Auckland mais le 1er bataillon antillais, retraversant le Jourdain, attaque aux côtés des Néo-Zélandais et emporte la position à la baïonnette ; les Turcs battent en retraite, poursuivis par les cavaliers du régiment d'Auckland. D'après un témoin néo-zélandais, les Antillais « montaient à l'assaut en riant, courant et sautant comme une bande d'écoliers sortant de la classe pour leurs vacances de printemps ». À partir du 20 septembre, Mehmed Djemal Pacha comprend que les armées ottomanes de Palestine centrale sont en déroute sur la côte ouest tandis que les insurgés arabes de l'émir Fayçal ibn Hussein avancent vers Deraa et menacent de le tourner par le nord : il donne l'ordre de repli général. Le régiment d'Auckland continue son avance et trouve des positions ennemies abandonnées ; à l'aube du 22, les Néo-Zélandais sont arrêtés par une forte contre-attaque ottomane à Jisr ed Damiye. Dans la nuit du 22 au 23, la 2e brigade montée australienne et une partie de la brigade indienne attaquent en direction de Shunet Nimrin,. Le 23 septembre, les Néo-Zélandais prennent Salt.
Les troupes ottomanes refluent vers Amman où la situation devient chaotique ; des soldats débandés tentent de monter de force dans les derniers trains pour partir vers le nord ; un officier allemand doit brandir son pistolet pour ramener un peu de discipline.

## Prise d'Amman
La division de l'ANZAC arrive devant Amman  à l'aube du 25 septembre : les Néo-Zélandais par le nord-ouest avec la 2e brigade australienne à leur droite. L'avant-garde de l'ANZAC n'a que quelques pièces légères d'artillerie de montagne et le bataillon antillais est assez loin en arrière ; les cavaliers rencontrent une forte résistance des Ottomans qui s'accrochent à la gare pour couvrir l'évacuation de leurs troupes venues du sud.
Les combats se prolongent autour de la gare et de la citadelle. Les cavaliers de l'ANZAC emportent l'une après l'autre les positions fortifiées ottomanes.
Ce n'est qu'à 4h de l'après-midi que les derniers défenseurs turcs se rendent. Les Australo-Néo-Zélandais font 2 563 prisonniers plus 300 chevaux faméliques, 25 mitrailleuses et 6 pièces d'artillerie. Dans deux hôpitaux de campagne ottomans, ils trouvent 480 blessés et malades gisant sur le sol dans la saleté.

## Après la bataille
Le général Chaytor fait son entrée dans la ville, acclamé par ses soldats. Les vainqueurs expulsent de la ville quelques bandes de Bédouins pillards et récupèrent de grandes quantités de vivres et de munitions, plus quelques bonnes bouteilles qui permettent aux officiers britanniques de fêter leur victoire en compagnie d'un commandant allemand capturé. La XXe brigade indienne et les bataillons antillais et juifs rejoignent les unités montées dans l'après-midi. Un escadron du régiment d'Auckland pousse jusqu'à Madaba où il s'empare de prisonniers et d'un stock de céréales.  
La ville d'Amman est aux mains des Britanniques mais des petites unités turques, dans les environs, tentent encore de frayer un chemin au IIe corps qui se replie vers le nord. Un avion de la RAF largue un message pour avertir les soldats ottomans que tous les points d'eau au nord d'Amman sont aux mains des Britanniques et qu'il ne leur reste plus qu'à se rendre. Le 28 septembre, les cavaliers de l'ANZAC découvrent un train du Croissant-Rouge ottoman (en) dont tous les patients ont été massacrés par les Arabes de la région. Le 29 septembre, les Australiens se trouvent face à la garnison ottomane de Ma'an qui se replie vers Amman : Chaytor arrive juste à temps pour empêcher une troupe de plusieurs milliers de Bédouins Bani Sakher (en) de les piller et massacrer. Il charge le brigadier général australien Granville Ryrie de veiller sur les prisonniers et les autorise à conserver leurs armes pour se défendre : dans les jours suivants, on voit même les soldats australiens fraterniser avec leurs captifs turcs anatoliens et les applaudir quand ils font feu pour repousser les pillards.

## Conséquences

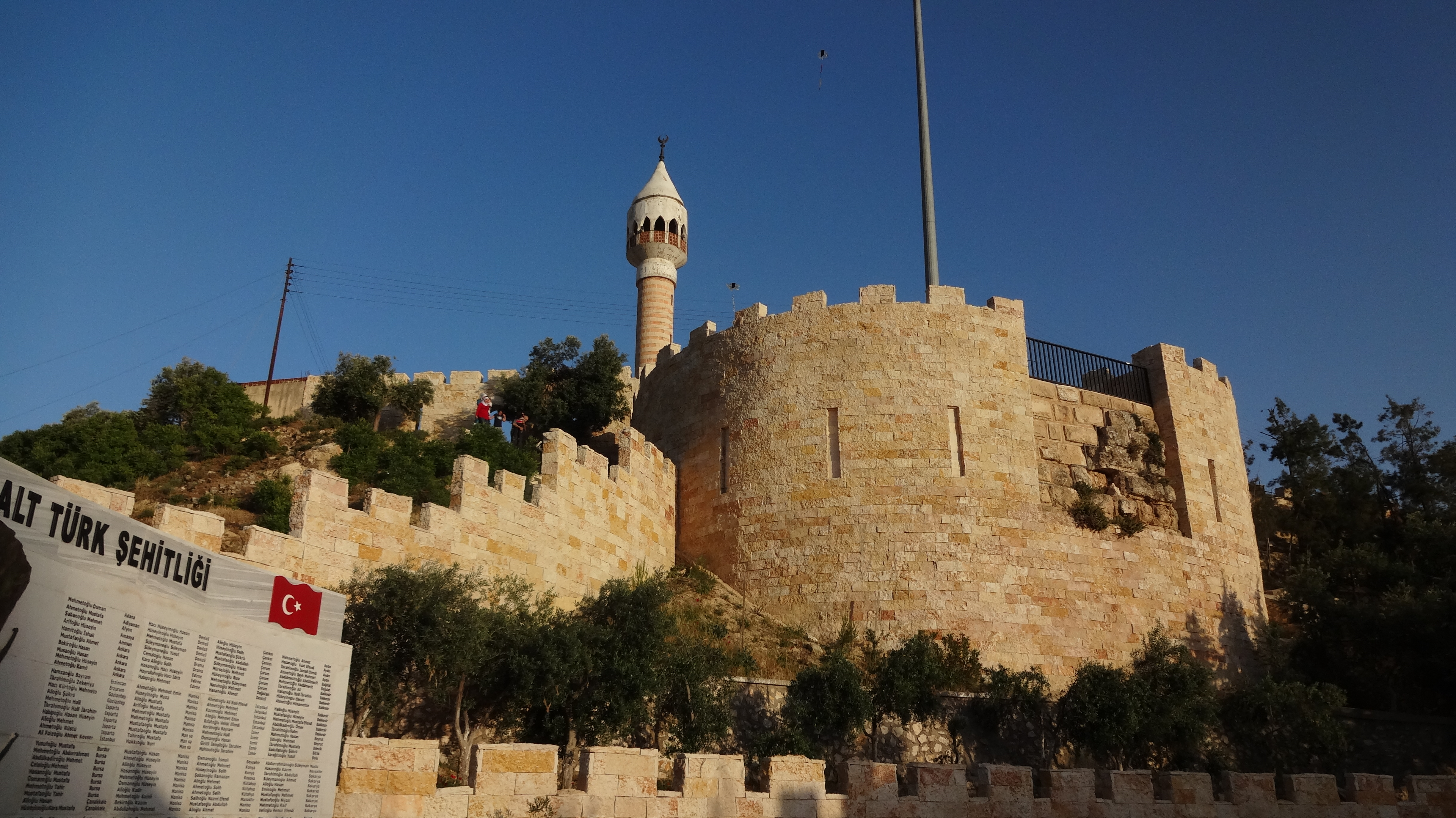
Cimetière militaire turc de Salt inauguré en 2013.

Après la capitulation ottomane de l'armistice de Moudros (30 octobre 1918), la région à l'est du Jourdain reste sous administration militaire britannique tout en étant revendiquée par le Royaume arabe de Syrie, proclamé à Damas par l'émir Fayçal avec le soutien des nationalistes arabes. Certaines villes comme Amman et Irbid se rallient volontiers à la cause hachémite, d'autres comme Ajlun, Salt et Al-Karak sont plus réticentes. En 1920, la Société des Nations partage le Proche-Orient ottoman en territoires sous mandat : la Transjordanie est rattachée au mandat britannique en Palestine, la Syrie centrale au mandat français en Syrie et au Liban. Les Britanniques fixent leur administration locale à Amman, alors une simple bourgade tcherkesse, de préférence à Salt, ancien siège du sandjak ottoman mais moins centrale. C'est Amman qui devient, en 1921, la capitale de l'émirat de Transjordanie, protectorat britannique créé au profit de la maison hachémite et origine de l'actuelle Jordanie.